# Seznam ruskih fizikov
Seznam ruskih fizikov.

## A
- Evgenij Aramovič Abramjan (Евге́ний Ара́мович Абрамя́н) (1930 – 2014) (armenskega rodu)
- Aleksej Aleksejevič Abrikosov (Алексей Алексеевич Абрикосов) (1928 – 2017)  2003
- Franz Maria Ulrich Theodor Aepinus (1724 – 1802) (nem.-ruski)
- Tateos Artemjevič Agekjan (1913 –  2006) (astrofizik armenskega rodu)
- Jakir (Yakir) Aharonov (1932 –)  (izraelski ruskega rodu)
- Aleksander Iljič Ahiezer (Александр Ильич Ахиезер) (1911 – 2000)
- N. K. Akulov
- Aleksander Danilovič Aleksandrov (Александр Данилович Александров) (1912 – 1999)
- Anatolij Petrovič Aleksandrov (Анатолий Петрович Александров) (1903 – 1994)
- Vladimir Valentinovič Aleksandrov (Владимир Валентинович Александров 1938 – 1985?)
- Nikolaj Jevgenjevič Aleksejevski (1912 – 1993)
- Žores Ivanovič Alfjorov (Жорес Иванович Алфёров /belorusko Жарэс Іва́навіч Алфёраў) (1930 – 2019)  2000 (skupaj s Kroemerjem in Kilbyjem)
- Artjom Izakovič Alihanjan (Артём Исаакович Алиханян) (1908 – 1978) (armenskega rodu)
- Abra(ha)m Izakovič Alihanov (Абрам Исаакович Алиханов) (1904 – 1970) (armenskega rodu)
- Semjon Altshuler (1911 – 1983)
- Viktor Amazaspovič Ambarcumjan (Виктор Амазаспович Амбарцумян) (1908 – 1996) (astrofizik armenskega rodu)
- Aleksander Fjodorovič Andrejev (Александр Фёдорович Андреев) (1939 – 2023)
- Nikolaj Nikolajevič Andrejev (1880 – 1970)
- Aleksander Aleksandrovič Andronov (Александр Александрович Андронов) (1901 – 1952)
- Mihail Anisimov (1941 –) ...
- Vladimir Anisimov (1950 –)
- Aleksej Andrejevič Anselm (Алексей Андреевич Ансельм) (1934 – 1998)
- O. M. Anšeles
- Vsevolod Vasiljevič Antonov-Romanovski (1908 – 2006)
- Pavel Andrejevič Apanasjevič (Павел Андреевич Апанасевич) (1929 –) (Belorusija)
- Lev Andrejevič Arcimovič (1909 – 1973)
- V. K. Arkadjev (1884 – 1953)
- V. V. Aršinov
- Gurgen Ašotovič Askarjan (Гурген Аскарьян / Аскарян) (1928 – 1997) (armenskega rodu)
- Jevgenij Nikolajevič Avrorin (Евгений Николаевич Аврорин) (1932 – 2018) (jedrsko orožje)

## B
- Vladimir A. Babeško (1941 –)
- Aleksandr Sergejevič Balankin (Александр Сергеевич Баланкин) (1958 –) (rusko-mehiški)
- Aleksandr Mihajlovič Baldin (Александр Михайлович Балдин) (1926 – 2001)
- Jurij Jurjevič Balega
- Grigorij Isaakovič Barenblat (Григорий Исаа́кович Баренблат) (1927 – 2018) (mehanika)
- Nikolaj Genadijevič Basov (Николай Геннадиевич Басов) (1922 – 2001)  1964 (skupaj s Townesom in Prohorovom)
- Igor Anatoljevič Batalin (Игорь Анатольевич Баталин) (1945 –)
- Eduard Mejerovič Bazeljan (Эдуард Меерович Базелян) (1936–)
- Pavel Aleksejevič Bažulin (1905 –
- 1965)
- Aleksander Abramovič Belavin (Александр Абрамович Белавин) (1943 –)
- Vladimir Vasiljevič Belecki (Владимир Васильевич Белецкий) (1930 – 2017)
- Vladimir Aleksejevič Belinski (Владимир Алексеевич Белинский) (1941 –)
- Spartak Timofejevič Beljajev (Спартак Тимофеевич Беляев) (1923 – 2017)
- A. I. Belov
- N. V. Belov
- Sergo Lavrentijevič Berija (1924 – 2000)
- Andrej Nikolajevič Belozerski (Андре́й Никола́евич Белозе́рский) (1905 – 1972) (biofizik)
- Dmitrij Ivanovič Blohincev (Дмитрий Иванович Блохинцев) (1908 – 1979)
- Andrej Anatoljevič Bočvar (1902 – 1984) (fizikalni metalurg)
- Aleksandr Nikolajevič Bogoljubov (1945 –)
- Nikolaj Nikolajevič Bogoljubov (Николай Николаевич Боголюбов) (1909 – 1992)
- Aleksandr Mihajlovič Bogomolec (Александр Михайлович Богомолец) (1850 – 1935)
- G. B. Bokij ?
- A. K. Boldirjev
- Aleksej Mihajlovič Bonč-Brujevič (1916 – 2006)
- Nikolaj Aleksandrovič Borisevič (1923 – 2015) (Belorusija)
- Viktor-Andrej Stanislavovič Borovik-Romanov (Виктор-Андрей Станиславович Боровик-Романов) (1920 – 1997)
- Vladimir Borisovič Braginski (Владимир Борисович Брагинский) (1931 – 2016)
- Semjon Jako(vlje)vič Braude (Семен Якович Брауде) (1911 – 2003) (Ukrajina)
- Arkadij Adamovič Briš (Аркадий Адамович Бриш) (1917 – 2016)
- Matvej Petrovič Bronštejn (Матвей Петрович Бронштейн) (1906 – 1938)
- E. M. Brumberg
- Anatolij Leonidovič Bučačenko (Анато́лий Леони́дович Бучаченко) (1935 –) (kemijski)
- Gerš Ickovič Budker (Герш Ицкович Будкер) (1918 – 1977)
- Aleksander Janovič Burinski (Александр Янович Буринский) (1939 –)

## C
- V. G. Tsirelson / Vladimir Tsirelson/Cilerson (kvantni kemik)?
- Konstantin Edvardovič Ciolkovski (Константин Эдуардович Циолковский) (1857 – 1935)

## Č
- Sergej Aleksejevič Čapligin (Сергей Александрович Чаплыгин) (1869 – 1942)
- Pavel Aleksejevič Čerenkov (Павел Алексеевич Черенков) (1904 – 1990)  1958 (skupaj s Frankom in Tammom)
- Genadij Petrovič Čerepanov (Геннадий Петрович Черепанов) (1937 – 2021)
- Anatolij Mihajlovič Čerepaščuk (Анатолий Михайлович Черепащук) (1940 –)
- Maksim Nikolajevič Černodub (1973 –) (Ukrajina)
- Aleksandr Georgijevič Čertov
- Genadij V. Čibisov (Геннадий В. Чибисов) (1946 – 2008)
- V. M. Čulakovski

## D
- V. I. Danilov
- Valentin Vladimirovič Danilov (Валентин Владимирович Данилов) (1951 –)
- Nikolaj Borisovič Delaunay/Delone mlajši (Делоне́) (1926 – 2008)
- N. A. Djakonov
- Nikolaj Aleksandrovič Dmitrijev (1924 – 2000)
- N. A. Dobrotin
- Revaz Dogonadze (1931 – 1985) (gruzinskega rodu)
- Nikolaj Antonovič Dolležal (1899 – 2000) (inženir strojništva, jedrski tehnik češkega rodu)
- Ja. G. Dorfman
- Eduard Mihajlovič Drobiševski (Эдуард Михайлович Дробышевский) (1936 – 2012)
- Anatolij Fjodorovič Duhajcev
- Igor Jehijeljevič Dzjalošinski (Игорь Ехиельевич Дзялошинский) (1931 – 2021)

## E
- Aleksej Lvovič Efros (Алексей Львович Эфрос) (1938 –)
- Aleksandr L. Efros (1950 –)
- Leonhard Paul Euler (Леона́рд Э́йлер) (1707 – 1783) (Švicar)

## F
- Ljudvig Dimitrijevič Fadjejev (Дмитриевич Фаддеев) (1934 – 2017)
- Viktor Sergejevič Fadin (Виктор Сергеевич Фадин) (1942 –)
- Peter Petrovič Fan-der-Flit/Van der Vliet (Пётр Петрович Фан-дер-Флит) (1839 – 1904)
- Jevgenij Lvovič Fejnberg (Евгений Львович Фейнберг) (1912 – 2005)
- Savelij Mojisejevič Fejnberg
- P. P. Feofilov
- A. N. Filippov
- Oleg Borisovič Firsov (Олег Борисович Фирсов) (1915 – 1998)
- Fjodar Ivanavič Fjodarav (Фёдар Іванавіч Фёдараў; rusko Fjodor Ivanovič Fjodorov)  (1911 – 1994) (Belorusija)
- E. E. Flint
- Georgij Nikolajevič Flerov (Georgij Nikolajevič Fljorov; Гео́ргий Никола́евич Флёров) (1913 – 1990)
- Vladimir Aleksandrovič Fok (Владимир Александрович Фок) (1898 – 1974)
- A. E. Foreman
- Vladimir Jevgenjevič Fortov (Владимир Евгеньевич Фортов) (1946 – 2020) (preds. RAN)
- Jefim Samojlovič Fradkin (Ефим Самойлович Фрадкин) (1924 – 1999)
- Ilja Mihajlovič Frank (Илья Михайлович Франк) (1908 – 1990)  1958  (skupaj s Čerenkovom in Tammom)
- Vsevolod Konstantinovič Frederiks (Всеволод Константинович Фредерикс) (1885 – 1944)
- Jakov Iljič Frenkel (Яков Ильич Френкель) (1894 – 1952)
- Viktor Jakovljevič Frenkel (Виктор Яковлевич Френкель) (1930 – 1997)
- Aleksander Aleksandrovič Fridman (Александр Александрович Фридман) (1888 – 1925)
- Valerij Pavlovič Frolov (Валерий Павлович Фролов) (1946 –) (rusko-kanadski)
- Vasilij Stepanovič Fursov (Василий Степанович Фурсов) (1910 – 1998)

## G
- George Gamow (Georgij Antonovič Gamov) (1904 – 1968) (rusko-ameriški)
- Andrej Viktorovič Gaponov-Grehov (Андрей Викторович Гапонов-Грехов) (1926 – 2022)
- Andre(j) Konstantin(ovič) Geim (1958 –) (nizozemsko-britanski rus. rodu)  2010 (s Konstantinom Novoselovom)
- F. M. Gerasimov
- Semjon Solomonovič Gerštejn (Семён Соломонович Герштейн) (1929 – 2023)
- Aleksander Lvovič Geršun (Александр Львович Гершун) (1868 – 1915)
- Andrej Aleksandrovič Geršun (Андрей Александрович Гершун) (1903 – 1952)
- Boris Mihajlovič Gessen/Hessen (1893 – 1936) (zgodovinar znanosti)
- Vitalij Lazarevič Ginzburg (Виталий Лазаревич Гинзбург) (1916 – 2009)  2003
- A. A. Glagoljeva-Arkadjeva
- Erast Borisovič Gliner (Эраст Борисович Глинер) (1923 – 2021)
- Vladimir Semjonovič Gluhov (Владимир Семёнович Глухов) (1813 – 1894)
- Vitalij Goldanski (1923 – 2001)
- Jurij Abramovič Golfand (Юрий Абрамович Гольфанд) (1922 – 1994) (rusko-izraelski)
- Boris Borisovič Golicin (Борис Борисович Голицын) (1862 – 1916) (seizmolog...)
- Mihail Jevsejevič Golovin (Михаил Евсеевич Головин) (1756 – 1790)
- G. S. Gorelik
- Lev Petrovič Gorkov (Лев Петрович Горьков) (1929 – 2016) (rusko-ameriški)
- Mihail Konstantinovič Gorškov  ?
- I. V. Grebenščikov
- Vladimir Naumovič Gribov (Владимир Наумович Грибов) (1930 – 1997)
- V. S. Grigorjev
- G. A. Grinberg
- E. F. Gross
- Aleksander Viktorovič Gurevič (Александр Викторович Гуревич) (1930 – 2023)
- Isaj Izrajilevič Gurevič /Isaj Izrajiljevič Gurjevič (Исай Израилевич Гуревич) (1912 – 1992)
- Lev Emanujilovič Gurevič (Лев Эммануилович Гуревич) (1904 – 1990)
- Vadim Lvovič Gurevič (Вадим Львович Гуревич) (1934 – 2021)

## H
- Semjon Emanujilovič Hajkin (Семён Эммануилович Хайкин) (1901 – 1968)
- Izak Markovič Halatnikov (Исаак Маркович Халатников) (1919 – 2021)
- Julij Borisovič Hariton (Юлий Борисович Харитон) (1904 – 1996)
- Boris Mihajlovič Hessen/Gessen (1893 – 1936) (zgodovinar znanosti)
- Aleksandr Fjororovič Hohlov (Александр Федорович Хохлов) (1945 – 2003)
- Rem Viktorovič Hohlov (1926 – 1977)
- Josif Bencionovič Hriplovič (Иосиф Бенционович Хриплович) (1937 – 2024)
- Sergej Nikitič Hruščov (1935 – 2020) (raketni inženir)
- Orest Danilovič Hvolson (Орест Данилович Хвольсон) (1852 – 1934)

## I
- Vladimir Sergejevič Ignatovski (Владимир Сергеевич Игнатовский) (1875 – 1942)
- Aleksej Antonovič Iljušin (Алексей Антонович Ильюшин) (1911 – 1998)
- Dimitrij Dimitrijevič Ivanenko (Дмитрий Дмитриевич Иваненко) (1904 – 1994)
- Sergej Vladislavovič Ivanov
- Jurij Aleksandrovič Izjumov (Юрий Александрович Изюмов) (1933 – 2010)

## J
- R. I. Janus
- Aleksej Ivanovič Jekimov (1945 –)  2023 (za kemijo)
- Abra(ha)m Fjodorovič Joffe (Абрам Фёдорович Иоффе) (1880 – 1960)
- Boris Lazarevič Joffe (Борис Лазаревич Иоффе) (1926 – 2022)
- Ihor Juhnovski (1925 – 2012) (Ukrajina)

## K
- N. N. Kačalov
- Vladimir Kadiševski (1937 – 2014)
- Boris Borisovič Kadomcev (1928 – 1998)
- Aleksej Borisovič Kajdalov (Алексей Борисович Кайдалов) (1940 – 2010)
- Peter (Pjotr) Leonidovič Kapica (Пётр Леонидович Капица; rom. Petre Capița) (1894 – 1984)  1978
- Sergej Petrovič Kapica (1928 – 2012)
- Anton Nikolajevič Kapustin (Антон Николаевич Капустин) (1971 –)
- Nikolaj Semjonovič Kardašov (Никола́й Семёнович Кардашёв) (1932 – 2019) (astrofizik)
- Leonid Venjaminovič Keldiš (Леонид Вениаминович Келдыш) (1931 – 2016)
- Vladimir Keilis-Borok (1921 – 2013) (geofizik, seizmolog)
- Abraham Konstantinovič Kikoin (Абрам Константинович Кикоин) (1914 – 1999)
- Izak Konstantinovič Kikoin (Исаак Константинович Кикоин) (1908 – 1984)
- Vladimir Aleksejevič Kirillin (Russian: Владимир Алексеевич Кириллин) (1913 – 1999)
- Valentin Kirinski (1938 –) (biofizik)
- Viktor Lvovič Kirpičov (Виктор Львович Кирпичёв /ukr.: Ві́ктор Льво́вич Кирпичо́в) (1845 – 1913)
- Mihail Viktorovič Kirpičov (1879 – 1955)
- S. V. Kiselev
- Aleksander Iljič Kitajgorodski (Алекса́ндр Исаа́кович Китайгоро́дский) (1914 – 1985)
- M. V. Klassen-Nekljudova
- Igor Romanovič Klebanov (Игор Романович Клебанов) (1962 –) (rus.-ameriški)
- Grigorij Klinišov (1930 – 2023)
- S. N. Kljuščev
- Boris Klumov
- P. P. Kobeko
- Igor Jurjevič Kobzarjev (Игорь Юрьевич Кобзарев) (1932 –1991)
- Nikolaj Jevgrafovič Kočin (Никола́й Евграфович Ко́чин) (1901 – 1944) (meteorolog, hidrolog)
- Lev Abramovič Kofman (Лев Абрамович Кофман) (1957 – 2009) (kozmolog, Rusija / Kanada)
- Nikolaj Nikolajevič Kolačevski (1972 –)
- Aleksander Salomonovič Kompanejec (Александр Соломонович Компанеец) (1914 – 1974)
- Kiril J. Kondratjev (1920 – 2006)
- Jevgenij Sergejevič Konobejevski (1943 –)
- Sergej T. Konobejevski (1890 – 1970)
- Lev Nikolajevič Konovalov
- Boris P. Konstantinov (1916 – 1969)
- Varvara P. Konstantinova (1907 – 1976)
- Sergej Kopejkin (?) (1956 –)
- Mojsej Abramovič Korec (Моисей Абрамович Корец) (1908 – 1984) (popularizator fizike)
- Konstantin Korotkov (1952 –) (Kirlianova fotografija?)
- Arnold Markovič Kosevič (1928 – 2006) (Ukrajina)
- Vladimir Aleksandrovich Kotelnikov [Владимир Александрович Котельников] (1908 – 2005) (elektronik/informatik)
- Mihail Valentinovič Kovalčuk (Михаил Валентинович Ковальчук) (1946 –)
- Vladimir Pavlovič Krajnov (Владимир Павлович Крайнов) (1938 –)
- Genadij Vasiljevič Krasnikov (1958 –) (predsednik RAN)
- Sergej Vladilenovič Krasnikov (Сергей Владиленович Красников) (1961 –)
- Leonid Vladimirovič Kravčuk (1950 –)
- Nikolaj Mitrofanovič Krilov (Никола́й Митрофа́нович Крыло́в / ukr. Микола М. Крилов) (1879 – 1955) (matematični fizik)
- Sergej Aleksejevič Kristianovič (?) (1908 – 2000)
- Oleg Nikolajevič Krohin (Олег Николаевич Крохин) (1932 – 2022)
- Jurij Aleksandrovič Krutkov (Юрий Александрович Крутков) (1890 – 1952)
- Nikolaj Nikolajevič Kudrjavcev (Николай Николаевич Кудрявцев) (1950 –)
- Eduard Aleksejevič Kurajev (Эдуа́рд Алексеевич Кура́ев) (1940 – 2014)
- Boris Vasiljevič Kurčatov (Бори́с Васильевич Курча́тов) (1905 – 1972) (kemik in fizik)
- Igor Vasiljevič Kurčatov (Игорь Васильевич Курча́тов) (1903 – 1960)
- Georgij Vjačeslavovič Kurdjumov (1902 – 1996) (metalurg in fizik)
- Sergej Pavlovič Kurdjumov (Серге́й Павлович Курдю́мов) (1928 – 2004)
- Vadim Aleksejevič Kuzmin (Вадим Алексеевич Кузьмин) (1937 – 2015)
- Oleg Leonidovič Kuznjecov (1938 –) (geofizik, predsednik ruske akademije naravoslovnih znanosti)
- Vladimir Dmitrijevič Kuznjecov (Владимир Дмитриевич Кузнецов) (1887 – 1963)
- Vladimir Kvardakov (1962 –)

## L
- Dimitrij Aleksandrovič Lačinov (Дмитрий Александрович Лачинов) (1842 – 1902)
- Igor Lvovič Landau (Игорь Львович Ландау) (1944 – 2011)
- Lev Davidovič Landau (Лев Давидович Ландау) (1908 – 1968)  1962
- Grigorij Samujilovič Landsberg (Григорий Самуилович Ландсберг) (1890 – 1957)
- Anatolij Ivanovič Larkin (Анатолий Иванович Ларкин) (1932 – 2005) (rusko-ameriški)
- Vadim Jevgenjevič Laškarjov/Laškarev (1903 – 1974) (Ukrajina)
- Mihail Aleksejevič Lavrentjev (Михаил Алексеевич Лаврентьев) (1900 – 1980)
- Boris Georgijevič Lazarev (1906 – 2001) (Ukrajina)
- Leonid Leoniodovič Lazutin (1938 –)
- Aleksander Aleksejevič Lebedjev (Александр Алексеевич Лебедев) (1893 – 1969)
- Peter Nikolajevič Lebedjev (Пётр Николаевич Лебедев) (1866 – 1912)
- Georgij Glebovič Lemmlejn/Laemmlein (1901 – 1962) (minaralog, kristalograf)
- Emilij Hristijanovič Lenc (Эмилий Христианович Ленц) (1804 – 1865)
- Mihail Jakovljevič Leonov (Михаил Яковлевич Леонов) (1912 – 1992)
- Mihail Aleksandrovič Leontovič (Михаил Александрович Леонтович) (1903 – 1981)
- Vladilen Stepanovič Letohov (Владилен Степанович Летохов) (1939 – 2009)
- Venijamin Grigorjevič Levič (Вениамин Григорьевич Левич) (1917 – 1988)
- M. A. Levitska(ja)
- Lev Mihajlovič Levin (Лев Михайлович Левин) (1916 – 1984) (geofizik)
- Jefim (Efim) Arsentjevič Liberman (1925 – 2011) (biofizik) (rusko-judovski/Izrael)
- Ilja Mihajlovič Lifšic (Илья́ Миха́йлович Ли́фшиц) (1917 – 1982)
- Jevgenij Mihajlovič Lifšic (Евгений Михайлович Лифшиц) (1915 – 1985)
- Igor A. Lihačov
- Andrej Dimitrijevič Linde (Андрей Дмитриевич Линде) (1948 –)
- Lev Nikolajevič Lipatov (Лев Николаевич Липатов) (1940 – 2017)
- Pavel Mihajlovič Litvinov (Павел Михайлович Литвинов) (1940 –) (disident)
- Dimitrij Viktorovič Livanov (Дми́трий Ви́кторович Лива́нов) (1967 –)
- Ana Mihajlovna Livanova (Анна Михайловна Ливанова) (1917 – 2001)
- Aleksander Mihajlovič Ljapunov (Александр Михайлович Ляпунов) (1857 – 1918)
- V. L. Ljovšin
- Anatolij Aleksejevič Logunov (Анатолий Алексеевич Логунов) (1926 – 2015)
- Mihail Vasiljevič Lomonosov (Михаил Васильевич Ломоносов) (1711 – 1765)
- Vladimir Fjodorovič Lukičev (Владимир Федорович Лукичев) (1954 –)
- Peter (Pjotr) Ivanovič Lukirski (Пётр Иванович Лукирский) (1894 – 1954)
- Stepan Jurjevič Lukjanov (Степан Юрьевич Лукьянов) (1912 – 1996)

## M
- Sergej Osipovič Majzel (1907 – 1955)
- Dimitrij Dimitrijevič Maksutov (Дмитрий Дмитриевич Максутов) (1896 – 1964)
- Andrej Georgijevič Malenkov (1937 –) (biofizik)
- G. D. Maljužinec
- Leonid Isakovič Mandelštam (Леонид Исаакович Мандельштам) (1879 – 1944)
- Gurij Ivanovič Marčuk (1925 – 2013)
- Alla Margolina  ?
- Mojsej Aleksandrovič Markov (Моисей Александрович Марков) (1908 – 1994)
- Aleksej Nikolajevič Matvejev (Алексей Николаевич Матвеев) (1922 – 1994)
- P.  A. Matvejev
- Viktor Anatoljevič Matvejev (Виктор Анатольевич Матвеев) (1941 –)
- Dimitrij Ivanovič Mendelejev (Дми́трий Иванович Менделе́ев) (1834 – 1907) (kemik in fizik)
- Genadij Andrejevič Mesjac (Геннадий Андреевич Месяц) (1936 –)
- Mihail Grigorjevič Meščerjakov (Михаил Grigoreвич Мещеряков) (1910 – 1994)
- Aleksander (Saša) Migdal (Александр Аркадьевич Мигдал) (1945 –) (rusko - ameriški)
- Arkadij Bejnusovič Migdal (Аркадий Бейнусович Мигдал) (1911 – 1991)
- Vladimir Vasiljevič Migulin (1911 – 2002)
- V. I. Mihejev
- Mihail Dmitrijevič Milionščikov (Михаи́л Дми́триевич Миллио́нщиков) (1913 – 1973) (aerodinamik, letalski strokovnjak, politik)
- Vladimir Petrovič Minejev (Владимир Петрович Минеев) (1945 –)
- Lev Vladimirovič Misovski (Лев Владимирович Мысовский) (1888 – 1939)
- Andrej Sergejevič Monin (Андрей Сергеевич Мо́нин) (1921 – 2007)
- N. D. Morgulis
- Vladimir Josifovič Mostovoj
- Vjačeslav Fjodorovič Muhanov (Вячеслав Фёдорович Муханов) (1952/56 –)

## N
- Valentin Jevstignejevič Najš
- V. S. Neporent
- Pavel Mihajlovič Nikiforov (1884 – 1944) (geofizik)
- A. I. Nikišov
- Sergej Jakovlevič Nikitin (Сергей Яковлевич Никитин) (1944 –)
- Boris Aleksandrovič Nikolski
- M. M. Noskov
- Igor Dmitrijevič Novikov (1935 –) (astrofizik in kozmolog)
- Konstantin Sergejevič Novoselov (Константи́н Серге́евич Новосёлов) (1974 –) (rusko-britansko-singapurski)  2010 (z Andrejem Geimom)

## O
- Ivan Vasiljevič Obreimov (Иван Васильевич Обреимов) (1894 – 1981)
- Aleksander Mihajlovič Obuhov (Александр Михайлович Обу́хов) (1918 – 1989)
- Jurij Colakovič Oganesjan (Юрий Цолакович Оганеся́н) (1933 –) (jedrski fizik armenskega rodu; po njem poimenovan oganeson - element 118)
- Viktor Izakovič Ogijevecki (Виктор Исаакович Огиевецкий) (1928 – 1996)
- Aleksej Aleksejevič Ogloblin (1931 – 2021)
- Lev Borisovič Okun (Лев Борисович Окунь) (1929 – 2015)
- Jurij Fjodorovič Orlov (Юрий Фёдорович Орлов) (1924 – 2020) (politični disident)
- V. V. Osiko
- Jurij Andrejevič Osipjan (Ю́рий Андре́евич Осипья́н) (1931 – 2008) (armen. rodu)
- Mihail Vasiljevič Ostrogradski (Михаил Васильевич Остроградский) (1801 – 1862)
- G. N. Ostrovskaja
- Ruslan Pavlovič Ozerov (1926 – 2016) (rusko-avstralski?)

## P
- Vladislav Jakovljevič Pančenko (1947 –)
- Nikolaj Dmitrijevič Papaleksi (1880 – 1947)
- Aleksander Zaharovič Patašinski (Александр Захарович Паташинский) (1936 –)
- Boris Jevhenovič Paton (1918 – 2020) (Ukrajina)
- Павел Васильевич Павлов
- Solomon Isaakovič Pekar (1917 – 1985)
- Konstantin Dimitrijevič Perski (Константин Дмитриевич Перский) (1854 – 1906)
- Vasilij Petrovič Peškov (1913 – 1981)
- Aleksej Zinovjevič Petrov (Алексей Зиновьевич Петров) (1910 – 1972) (Ukrajina)
- Jurij Viktorovič Petrov (Юрий Викторович Петров) (1958 –)
- Vasilij Vladimirovič Petrov (Василий Владимирович Петров) (1761 – 1834)
- A. A. Petruhin
- Valentin Ivanovič Petruhin
- Fjodor Fomič Petruševski (1828 – 1904)
- Solomon Borisovič Pikelner (Соломон Борисович Пикельнер) (1921 – 1975)
- Z. G. Pinsker
- Lev Petrovič Pitajevski (Лев Петрович Питаевский) (1933 – 2022) (rusko-italijanski)
- Leonid Mojisejevič Pjatigorski (Леонид Моисеевич Пятигорский) (1909 – 1993)
- Eugene (Jevgenij) Podkletnov (1955 –)
- Georgij Pokrovski (1901 – 1979)
- Valerij Leonidovič Pokrovski (Валерий Леонидович Покровский) (1931 –)
- Konstantin Mihajlovič Polivanov (1904 – 1983)
- Mihail Konstantinovič Polivanov (1930 – 1992)
- Aleksander Markovič Poljakov (Александр Маркович Поляков) (1945 –)
- Izak (Isaak) Jakovljevič Pomerančuk (Исаак Яковлевич Померанчук) (1913 – 1966)
- Leonid Ivanovič Ponomarjov (Ponomarev) (1937 – 2019)
- Lev Aleksandrovič Ponomarjov (Лев Алекса́ндрович Пономарёв) (1941 –) (politični aktivist)
- Bruno Pontecorvo (Бруно Максимович Понтеко́рво) (1913 – 1993) (italijansko -sovjetski /ruski)
- Aleksander Stepanovič Popov (Александр Степанович Попов) (1859 – 1905/6)
- Viktor Nikolajevič Popov (Виктор Николаевич Попов) (1937 – 1994)
- Antonina Fjodorovna Prihot'ko (1906 – 1995) (rusko-ukrajinska; Ukrajina)
- Aleksander Mihajlovič Prohorov (Александр Михайлович Прохоров) (1916 – 2002)  1964 (skupaj s Townesom in Basovom)
- Jurij Aleksandrovič Prohorov (Юрий Александрович Прохоров) (1929 – 2013)
- Jurij Aleksandrovič Prokofjev
- V. K. Prokofjev
- Jurij Dimitrijevič Prokoškin (1929 – 1997)
- Ivan Puluj (Ivan Pului; ukr. Іва́н Пулю́й) (1845 – 1918) (Ukrajinec)
- Nikolaj Vasiljevič Puškov (Николай Васильевич Пушков) (1903 – 1981)

## R
- S. M. Rajski
- Vladimir Ivanovič Rikalin
- A. V. Rimski-Korsakov ? akustika
- Sergej Mihajlovič Ritov
- Vladimir Ivanovič Ritus (Владимир Иванович Ритус) (1927 –)
- Jurij Aleksandrovič Romanov (1926 – 2010)
- S. M. Rotov
- Dimitrij Sergejevič Roždestvenski (Дмитрий Сергеевич Рождественский) (1876 – 1940)
- Valerij Anatoljevič Rubakov (Валерий Анатольевич Рубаков) (1955 –)
- Oleg Vladimirovič Rudenko (1947 –)
- Jurij Borisovič Rumer (Юрий Борисович Румер) (1901 – 1985)
- I. G. Rusakov
- Lev Iljič Rusinov (Лев Ильич Русинов) (1907 – 1960)
- M. M. Rusinov
- S. N. Rževkin

## S
- Roald Zinurovič Sagdejev (Роальд Зиннурович Сагдеев; tatarsko: Роальд Зиннур улы Сәгъдиев) (1932 –)
- Andrej Dimitrijevič Saharov (Андрей Дмитриевич Сахаров) (1921 – 1989)  1975 - za mir (disident)
- D(i)mitrij Ivanovič Saharov (1889 – 1961)  (oče Andreja Saharova)
- Vladislav Pavlovič Sarancev (1930 – 1995)
- Leonid Ivanovič Sedov (1907 – 1999) (mehanik, astronavtik)
- V. K. Semenčenko
- Nikolaj Nikolajevič Semjonov (Никола́й Семёнов) (1896 – 1986) (fizikalni kemik)
- Aleksandr Mihajlovič Sergejev (1955 –) (preds. RAN 2017 -)
- Jurij Antonovič Simonov (Юрий Антонович Симонов) (1934 –)
- Kiril Dmitrijevič Sinelnikov (1901 – 1966) (Ukrajina)
- Dimitrij Vasiljevič Sivuhin (Дмитрий Васильевич Сивухин) (1914 – 1988)
- Dimitrij Vladimirovič Skobelcin (Дмитрий Владимирович Скобельцын) (1892 – 1990)
- Aleksander Nikolajevič Skrinski (Александр Николаевич Скринский) (1936 –)
- Vladimir P. Skripov (1927 – 2006)
- Andrej Aleksejevič Slavnov (Андрей Алексеевич Славнов) (1939 – 2022)
  - Alexander N. Skrinsky
  - Pavel V. Logatchov
- G. G. Sljusarev
- Abram A. Sluckin (1881 – 1950)
- Aleksej Jurjevič Smirnov (1951 –)
- Jurij M. Smirnov (1937 – 2011) (zgodovinar znanosti)
- N. Sodnoj
- Arsenij Aleksandrovič Sokolov (Арсе́ний Алекса́ндрович Соколо́в) (1910 – 1986)
- Sergej Jakovljevič Sokolov (1897 – 1957)
- R. Sosnovski (Leonard Sosnowski 1911 – 1986) Poljska/Varšava
- Peter (Pjotr) Jefimovič Spivak (Пётр Ефимович Спивак) (1911 – 1992)
- Ivan V. Stankevič (1933 – 2012)
- Aleksej Aleksandrovič Starobinski (Алексей Александрович Старобинский) (1948 –)
- Vladimir Andrejevič Steklov (Владимир Андреевич Стекло́в) (1863/64 – 1926)
- Boris Ivanovič Stepanov (Борис Иванович Степанов) (1913 – 1987) (rusko-beloruski)
- Sergej Mihajlovič Stišov (1937 –)
- Aleksandr Grigorjevič Stoletov (1839 – 1896)
- S. P. Strelkov (1905 – 1974)
- Aleksander Nikolajevič Strepetov (1956 –)
- Mihail Nikolajevič Strihanov (Михаи́л Никола́евич Стриха́нов) (1952 –)
- Yu. T. Struchkov
- Boris Vladimirovič Struminski (1939 – 2003) (rusko-ukrajinski)
- Vladimir Vasiljevič Struminski (1914 – 1998)
- Rašid Alijevič Sjunjajev / Sunayev (1943 –) (uzbeško-rusko-ameriški)
- Ju. M. Suharevski
- Georgij Petrovič Sviščov (Георгий Петрович Свищёв) (1912 – 1999) (mehanik, aerodinamik)

## Š
- Fjodor Lvovič Šapiro
- Vitalij Dimitrijevič Šafranov (Виталий Дмитриевич Шафранов) (1929 – 2014)
- I. I. Šafranovski (- kristalografija?)
- Aleksandr Josifovič Šaljnikov (1905 – 1986)
- Kiril Ivanovič Ščolkin (Кирилл Иванович Щёлкин) (1911 – 1968)
- Mihail Arkadjevič Šifman (Михаил Аркадьевич Шифман) (1949 –) (rusko-ameriški)
- Dmitrij Vasiljevič Širkov (Дмитрий Васильевич Ширко́в) (1928 – 2016)
- Jurij Mihajlovič Širokov (Юрий Михайлович Широков) (1921 – 1980)
- Rašid A. Šjunjajev (1943 –)
- Varvara Viktorovna Šklovska(ja)-Kordi (1. por. Li(e)berman) (1927 –)
- Josif Samujilovič Šklovski (1916 – 1985)
- Boris Jonovič Šklovski (Борис Ионович Шкловский) (1944 –)
- Simon Eljevič Šnol (1930 – 2021) (biofizik)
- Eduard Vladimirovič Špolski (Эдуард Владимирович Шпольский) (1892 – 1975)
- Semjon Petrovič Šubin (Семён Петро́вич Шу́бин) (1908 – 1938)
- Lev Vasiljevič Šubnikov (Лев Васи́льевич Шу́бников) (1901 – 1937) (Ukrajina)

## T
- Aleksej Vladimirovič Tajčenačev
- Igor Jevgenjevič Tamm (Игорь Евгеньевич Тамм) (1895 – 1971)  1958 (skupaj s Čerenkovom in Frankom)
- Jevgenij Igorjevič Tamm (1926 – 2008)
- Lev Vasiljevič Tarasov (1934 -)
- Semjon Mihajlovič Targ (Семён Миха́йлович Тарг) (1910 – 2003)
- Boris Davidovič Tartakovski (1911 – 1991)
- Peter Savič Tartakovski
- Albert Tavhelidze (1930 – 2010) (gruzinskega rodu)
- Karen Avetovič Ter-Martirosjan (Карен Аветович Тер-Мартиросян) (1922 – 2005) (armenskega rodu)
- Lev Sergejevič Termen (Лев Сергеевич Термéн / Léon Theremin) (1896 – 1993) (izumitelj)
- Igor Mihajlovič Ternov (Игорь Михайлович Тернов) (1921 – 1996)
- Sergej Vladimirovič Tjablikov (Сергей Владимирович Тя́бликов) (1921 – 1968)
- Igor Viktorovič Tjutin (Игорь Викторович Тютин) (1940 –)
- Kiril Borisovič Tolpigo (rus.: Кирилл Борисович Толпыго; ukr. Кирилo Борисович Толпиго) (1916 – 1994) (Ukrajinec)
- Mihail Nikitič Tolstoj (1940 –)
- Nikita Aleksejevič Tolstoj (1917 – 1994)
- D. V. Treščev
- Grigorij Vladimirovič Trubnikov (1976 –)
- Jurij Aleksejevič Trutnev
- A. I. Tudorovski
- Andrej Nikolajevič Tverdohlebov (Андрей Николаевич Твердохле́бов) (1940 – 2011) (disident)

## U
- Nikolaj Aleksejevič Umov (Николай Алексеевич Умов) (1846 – 1915)

## V
- Lev Vaidman (1955 –) (Izrael)
- Arkadij Josifovič Vajnštejn (Аркадий Иосифович Вайнштейн) (1942 –)
- Andrej A. Varlamov (1954 –) (ukrajinsko-rusko-italijanski)
- Sergej Ivanovič Vavilov (Сергей Иванович Вави́лов) (1891 – 1951)
- N. E. Vedenejeve
- Vladimir Josifovič Veksler (Влади́мир Ио́сифович Ве́кслер, ukr.: Володимир Йосипович Векслер) (1907 – 1966)
- Jevgenij Pavlovič Velihov (1935 – 2024)
- (Andrej Konstantinovič Vereščagin: Vereščaginovo pravilo)
- Sergej Nikolajevič Vernov (Сергей Николаевич Вернов) (1910 – 1982)
- Viktor Georgijevič Veselago (Виктор Георгиевич Веселаго) (1929 – 2018)
- Sergej Vesnin (medic. inovator z I. Zrimškom)
- Pavel Borisovič Vigman (Paul B. Wiegmann / Павел Борисович Вигман) (rusko-ameriški)
- Aleksandr Vilenkin (1949 –) (rus.-amer.)
- Grigorij Aleksandrovič Vilkoviski (Григорий Александрович  Вилковыский) (1946 –)
- Ivan Matvejevič Vinogradov (1891 – 1983) (matematik)
- Aleksander Adolfovič Vitt (Александр Адольфович Витт) (1902 – 1938)
- Anatolij Aleksandrovič Vlasov (Анатолий Александрович Власов) (1908 – 1975)
- Sergej Vodopjanov
- Аleksandr Pavlovič Vojtovič (1938 –) (Belorusija)
- George Michael Volkoff/Volkov (1914 – 2000) (Rusko-kanadski)
- A. S. Volosov
- I. V. Vološina
- Grigorij Jefimovič Volovik (Григорий Ефимович Воловик) (1946 –)
- Sergej Vasiljevič Vonsovski (1910 – 1998)
- Boris Aleksandrovič Voroncov-Veljaminov (1904 – 1994)
- Bencion Mojsejevič Vul (1903 – 1985)
- Georgij Viktorovič Vulf (Георгий Викторович Вульф) (1863 – 1925)

## Z
- Georgij Timofejevič Zacepin (Георгий Тимофеевич Заце́пин) (1917 – 2010) (astrofizik)
- Valentin Ivanovič Zaharov (Валентин Иванович Захаров) (1940 –)
- Vladimir Jevgenjevič Zaharov (Владимир Евгеньевич Захаров) (1939 – 2023)
- A. N. Zajdel
- Aleksander Borisovič Zamolodčikov (Александр Борисович Замолодчиков) (1952 –)
- A. N. Zavaricki
- E. K. Zavojski
- Jakov Borisovič Zeldovič (Яков Борисович Зельдович; belorusko Якаў Барысавіч Зяльдовіч) (1914 – 1987)
- Dmitrij Nikolajevič Zubarjev (Дмитрий Николаевич Зу́барев) (1917 – 1992)
- Vitalij Sergejevič Zujev (1933 – 2014)
- Vladimir Zvorikin (1889 – 1982) (ZDA)
- George Zweig (Moskva, 1937 –), ameriški fizik in nevrobiolog

## Ž
- E. V. Žarikov
- Viktor Viktorovič Žarinov (1942 –) (matematik?)
- G. S. Ždanov
- Vladimir P. Ždanov (1952 –)
- Jevgenij Petrovič Židkov (1926 – 2007) (matematik?)
- Nikolaj Jegorovič Žukovski (Николай Егорович Жуковский) (1847 – 1921)
- S. N. Žurkov
- Vladimir Pantelejmonovič Žuze (1904 – 1993)